# Slowaaks voetbalelftal in 1939
Het Slowaaks voetbalelftal speelde twee officiële interlands in het oorlogsjaar 1939, beide tegen Duitsland. Van 1939 tot en met 1944 was het land onder de naam Slowaakse Republiek formeel een zelfstandige natie, maar in de praktijk een satellietstaat van nazi-Duitsland.

## Balans
| Wedstrijden | Wedstrijden | Wedstrijden | Wedstrijden | Doelpunten | Doelpunten | Doelpunten | Punten |
| Gespeeld    | Winst       | Gelijk      | Verlies     | Voor       | Tegen      | Saldo      | Punten |
| ----------- | ----------- | ----------- | ----------- | ---------- | ---------- | ---------- | ------ |
| 2           | 1           | 0           | 1           | 3          | 3          | 0          | 1.000  |

## Interlands
|                                                      |                                |       |           |                                                                                     |
| 27 augustus Vriendschappelijk № 1 «onderlinge duels» | Slowakije                      | 2 – 0 | Duitsland | Stadion Slovana, Bratislava Toeschouwers: 17.000 Scheidsrechter: Mika Popović (YUG) |
| 27 augustus Vriendschappelijk № 1 «onderlinge duels» | Ján Arpáš 19' Jozef Luknár 78' |       |           | Stadion Slovana, Bratislava Toeschouwers: 17.000 Scheidsrechter: Mika Popović (YUG) |

|                                                     |                                                     |       |                  |                                                                               |
| 3 december Vriendschappelijk № 2 «onderlinge duels» | Duitsland                                           | 3 – 1 | Slowakije        | Großkampfbahn, Chemnitz Toeschouwers: 30.000 Scheidsrechter: Otto Remke (DEN) |
| 3 december Vriendschappelijk № 2 «onderlinge duels» | Hans Fiederer 65' Helmut Schön 66' Ernst Lehner 79' |       | 63' Jozef Luknár | Großkampfbahn, Chemnitz Toeschouwers: 30.000 Scheidsrechter: Otto Remke (DEN) |

## Statistieken
| Theodor Reimann   | 1921-02-10 | AC Považská Bystrica | 2 | 0 | 0 | 2 | 0 |
| Verdediging       |            |                      |   |   |   |   |   |
| Dezider Kostka    | 1913-11-11 | ŠK Bratislava        | 2 | 0 | 0 | 2 | 0 |
| Viliam Vanák      | 1915-08-06 | SK Slezská Ostrava   | 2 | 0 | 0 | 2 | 0 |
| Ervín Kováč       | 1911-06-16 | ŠK Bratislava        | 1 | 0 | 0 | 1 | 0 |
| Middenveld        |            |                      |   |   |   |   |   |
| Ján Arpáš         | 1918-11-07 | ŠK Bratislava        | 2 | 0 | 1 | 2 | 1 |
| Ivan Chodák       | 1914-02-03 | ŠK Bratislava        | 2 | 0 | 0 | 2 | 0 |
| Jozef Hudec       | 1916-00-00 | AC Považská Bystrica | 1 | 0 | 0 | 1 | 0 |
| Tomáš Porubský    | 1914-09-02 | ŠK Bratislava        | 1 | 0 | 0 | 1 | 0 |
| Aanval            |            |                      |   |   |   |   |   |
| Jozef Luknár      | 1915-01-15 | ŠK Bratislava        | 2 | 0 | 2 | 2 | 2 |
| František Bolček  | 1920-01-27 | TSS Trnava           | 2 | 0 | 0 | 2 | 0 |
| Gabriel Ferényi   | 1919-03-10 | AC Považská Bystrica | 2 | 0 | 0 | 2 | 0 |
| Štefan Biró       | 1913-04-12 | ŠK Bratislava        | 1 | 0 | 0 | 1 | 0 |
| Ján Földeš        | 1915-11-28 | ŠK Bratislava        | 1 | 0 | 0 | 1 | 0 |
| František Vysocký | 1921-05-09 | FC Vrútky            | 1 | 0 | 0 | 1 | 0 |

SFZ · A-internationals · Bondscoaches · Statistieken · Slowaaks vrouwenelftal · Olympisch elftal · Slowakije U21 · Slowakije U20 · Slowakije U19 · Slowakije U18 · Slowakije U17 · Slowakije U16
1939 – 1944 · 1992 – 1999 · 2000 – 2009 · 2010 – 2019 · 2020 − 2029
EK's: 2016 · 2020 · 2024
WK's: 2010
OS: 2000
1939 · 1940 · 1941 · 1942 · 1943 · 1944 · 1945–1991 · 1992 · 1993 · 1994 · 1995 · 1996 · 1997 · 1998 · 1999 · 2000 · 2001 · 2002 · 2003 · 2004 · 2005 · 2006 · 2007 · 2008 · 2009 · 2010 · 2011 · 2012 · 2013 · 2014 · 2015 · 2016 · 2017 · 2018 · 2019 · 2020 · 2021
Algerije · 
Andorra · 
Argentinië ·
Armenië · 
Australië · 
Azerbeidzjan · 
België · 
Bolivia · 
Bosnië en Herzegovina · 
Brazilië · 
Bulgarije · 
Chili · 
Colombia · 
Costa Rica · 
Cyprus · 
Denemarken · 
Duitsland · 
Egypte · 
Engeland · 
Estland · 
Faeröer · 
 Finland · 
Frankrijk · 
Georgië · 
Gibraltar · 
Griekenland · 
Guatemala · 
Hongarije · 
Ierland · 
IJsland · 
Iran · 
Israël · 
Italië · 
Japan · 
Joegoslavië · 
Jordanië · 
Kameroen · 
Kazachstan ·
Koeweit ·
Kroatië · 
Letland · 
Libanon ·
Liechtenstein · 
Litouwen ·
Luxemburg · 
Malta · 
Marokko · 
Mexico ·
Moldavië · 
Montenegro ·
Nederland · 
Nieuw-Zeeland · 
Noord-Ierland ·
Noord-Macedonië ·
Noorwegen ·
Oeganda · 
Oekraïne · 
Oezbekistan · 
Oostenrijk · 
Paraguay · 
Peru · 
Polen · 
Portugal · 
Roemenië · 
Rusland · 
San Marino · 
Saoedi-Arabië · 
Schotland · 
Servië en Montenegro ·
Slovenië · 
Spanje · 
Thailand · 
Tsjechië · 
Turkije · 
Verenigde Arabische Emiraten · 
Verenigde Staten · 
Wales · 
Wit-Rusland · 
Zuid-Korea · 
Zweden · 
Zwitserland
Engeland (2016) ·
Nieuw-Zeeland (2010) · 
Polen (2021) · 
Rusland (2016) · 
Spanje (2021) · 
Wales (2016) · 
Zweden (2021)